# Rick Chase
Rick Chase est un chanteur, guitariste et bassiste britannique, plus connu pour ses collaborations avec Mama's Boys, Graffiti et John Coghlan's Quo.

## Biographie
Rick commence sa carrière de chanteur en 1982 lorsqu'il intègre le groupe STEEL, basé à Wolverhampton. Même si la formation rencontre divers problèmes de gestion et de production, elle connaît un certain succès dans les Midlands de l'Ouest et travaille avec divers artistes, dont Magnum, Hanoi Rocks, Phil Lynott et Barclay James Harvest. Rick se joint ensuite au groupe irlandais Mama's Boys aux côtés des frères Pat, John et Tommy McManus. Après presque deux ans de collaboration, Rick est forcé de quitter le groupe à cause de problèmes de santé. Après une longue période de convalescence, il reprend ses activités de chanteur et forme en 1987 le groupe Graffiti aux côtés du Marcus Flynn et du claviériste Tony Stock. La formation connaît un certain succès et part en tournée en Europe et aux États-Unis.
Il forme également le groupe Double Cross avec le guitariste Stephen Kelly, le claviériste Pete Lakin, le bassiste Gareth Gaf Franks et le batteur Steve Philpotts. En 2003, la formation sort un premier album, Time After Time, qui sera salué par la critique. Double Cross part en tournée avec Dokken, Danger Danger et Styx. Rick forme ensuite Alibi avec le guitariste Vince O'Regan. En 2006, Alibi sort son premier album, Misdemanearous, chez Escape Records. En 2008, Alibi sort un deuxième album, Voice of reason, chez Z Records. Rick chante également pour King's Call, un groupe de Hanovre. En 2011, King's Call sort l'album Destiny chez Mausoleum Records,. L'opus est produit par Chris Tsangarides.
En avril 2015, Rick devient le bassiste et chanteur de John Coghlan's Quo, le groupe du batteur d'origine de Status Quo, avec lequel il interprète les titres du groupe anglais datant de la période 1963-1981. 